# Luis José Rueda Aparicio
Luis José Rueda Aparicio (San Gil, 3 de marzo de 1962) es un cardenal, teólogo y profesor católico colombiano arzobispo de Bogotá y primado de Colombia desde 2020. Fue presidente de la CEC (2021-2024).

## Biografía

### Primeros años y formación
Nacido el 3 de marzo de 1962, en el municipio colombiano de San Gil del Departamento de Santander, allí hizo sus estudios primarios y secundarios en el Colegio San José de Guanentá. Posteriormente inició su formación sacerdotal; primero en Seminario Conciliar San Carlos, donde hizo cursos filosóficos y luego en el Seminario Mayor Arquidiocesano de Bucaramanga, donde hizo los teológicos.

### Sacerdocio
Fue ordenado sacerdote para la Diócesis de Socorro y San Gil el 23 de noviembre de 1989, por el entonces obispo Jorge Leonardo Gómez Serna. Después tuvo la oportunidad de viajar a Italia para obtener una licenciatura en Teología moral, por la Academia Pontificia Alfonsiana de Roma.
A su regreso a Colombia ejerció su ministerio en Socorro y San Gil, donde durante 22 años, ocupó los cargos pastorales de: 
- Párroco en Albania, Santander (1990)
- Miembro del Consejo Presbiteral (1990-1992)
- Párroco y profesor del Seminario Mayor en Curití (1992)
- Miembro del Consejo Presbiteral (1994-1997)
- Miembro del Colegio de Consultores y profesor del Seminario Mayor (1994- 1999)
- Párroco en Pinchote y Director del Año Introductorio del Seminario Mayor (1999-2000)
- Párroco "In Solidum" de Mogotes (2001-2002)
- Párroco de Barichara (2003)
- Miembro del Consejo Presbiteral (2004-2007)
- Miembro del Colegio de Consultores (2004-2009)
- Subdirector del Secretariado Diocesano de Pastoral Social "SEPAS"
- Rector del Instituto Técnico para el Desarrollo Rural "IDEAR" (2010)
- Vicario episcopal de Pastoral de la Diócesis de Socorro y San Gil.

## Episcopado

### Obispo de Montelíbano
El 2 de febrero de 2012, el papa Benedicto XVI lo nombró como nuevo obispo de la diócesis de Montelíbano, en sucesión de Edgar de Jesús García Gil que fue destinado para ser el obispo de Palmira.
Recibió la consagración episcopal el 14 de abril, a manos de su principal consagrante: el entonces nuncio apostólico en el país Aldo Cavalli; y de sus coconsagrantes: el arzobispo metropolitano de Bucaramanga, Ismael Rueda Sierra y el obispo de Socorro y San Gil, Carlos Germán Mesa Ruiz.
Tomó posesión oficial del cargo, el día 28 de abril de 2012, en una ceremonia celebrada en la catedral de la Santa Cruz.
Durante el ejercicio de su cargo como obispo de Montelíbano, también fue designado por la CIII Asamblea Plenaria de julio de 2017 como presidente de la Comisión Episcopal de Pastoral Social y Caritativa.

### Arzobispo de Popayán
El 19 de mayo de 2018, el  Papa Francisco lo nombró arzobispo metropolitano de Popayán.
Su posesión canónica se dio el día 7 de julio del mismo año.
El 29 de junio de 2018, en la Solemnidad de los Apóstoles San Pedro y San Pablo, en una ceremonia en la Basílica Papal de San Pedro, recibió el palio arzobispal  de manos del sumo pontífice el papa Francisco.
El 7 de julio de 2018, en una ceremonia en el coliseo La Estancia de Popayán, recibió la imposición del palio arzobispal de manos del por entonces Nuncio Apostólico en Colombia, Ettore Balestrero.

### Arzobispo de Bogotá
El 25 de abril de 2020, el papa Francisco lo nombró arzobispo de Bogotá y primado de Colombia.
La posesión canónica tuvo lugar el 11 de junio de 2020 en la Catedral de Bogotá.
Como arzobispo de Bogotá, ha tenido que enfrentar los efectos de la pandemia de COVID-19 en Colombia, y los problemas sociales que derivaron en el Paro Nacional de 2021, donde ha mostrado una postura de diálogo.
El 20 de junio de 2021, concelebró la renovación de la consagración de Colombia al Sagrado Corazón de Jesús, por motivo de la celebración de ésa fiesta en el país y por los problemas sociales de la nación suramericana en esos días.
El 7 de julio de 2021 fue elegido presidente de la Conferencia Episcopal de Colombia, durante el periodo 2021-2024.
El 9 de julio de 2021 envió una delegación al Vaticano, para la entronización de una imagen en mosaico de la Virgen de Chiquinquirá, patrona de Colombia. La ceremonia se hizo por la inclusión de la advocación mariana en los jardines vaticanos, y con motivo de la celebración de los 102 años de la declaración de la imagen como patrona del país, en 1919.
El 7 de diciembre de 2020 fue nombrado miembro de la Pontificia Comisión para América Latina ad quinquennium.
En mayo de 2021, el papa Francisco lo nombró administrador apostólico de Soacha, tras la muerte por complicaciones derivadas de COVID-19 de su obispo.

## Cardenalato
El 9 de julio de 2023, durante el Ángelus del papa Francisco, se hizo público que sería creado cardenal. Fue creado cardenal por el papa Francisco durante el consistorio del 30 de septiembre del mismo año, con el titulus de cardenal presbítero de San Lucas en Vía Prenestina.
El 4 de octubre de 2023 fue nombrado miembro de la Pontificia Comisión para América Latina.
En el Cónclave 2025 tras la muerte del papa Francisco estuvo entre los cardenales papables.

## Escudos de armas
|           |
| Arzobispo |

|          |
| Cardenal |